# Violent Night
Violent Night es una película de comedia y acción navideña estadounidense de 2022 protagonizada por David Harbour como Santa Claus, que lucha contra mercenarios que han tomado como rehén a una familia adinerada en su casa. Es dirigida por Tommy Wirkola y escrita por Pat Casey y Josh Miller. También está protagonizada por John Leguizamo, Alex Hassell, Alexis Louder, Edi Patterson, Cam Gigandet, Leah Brady, Beverly D'Angelo, Brendan Fletcher y Alexander Elliot.
Violent Night tuvo su estreno mundial en la New York Comic Con el 7 de octubre de 2022. Universal Pictures estrenó la película en los cines de Estados Unidos y Canadá el 2 de diciembre de 2022.

## Reparto
- David Harbour como Aidan
- John Leguizamo como Jimmy "Scrooge" Martinez
- Alex Hassell como Jason Lightstone
- Alexis Louder como Linda Matthews
- Edi Patterson como Alva Steele-Lightstone
- Cam Gigandet como Morgan Steel
- Leah Brady como Trudy Lightstone
- Beverly D'Angelo como Gertrude Lightstone
- Brendan Fletcher como "Krampus"
- André Eriksen como "Gingerbread"
- Alexander Elliot como Bertrude "Bert" Lightstone
- Mike Dopud como el comandante Thorpe
- Mitra Suri como "Candy Cane"
- Stephanie Sy como "Sugarplum"
- Sean Skene como un mercenario que trabaja para Scrooge y se hace pasar por un guardaespaldas principal
- Can Aydin como "Frosty"
- Cha-Lee Yoon como Techie
- Phong Giang como "Tinsel"
- Erik Athavale como Richard

## Producción

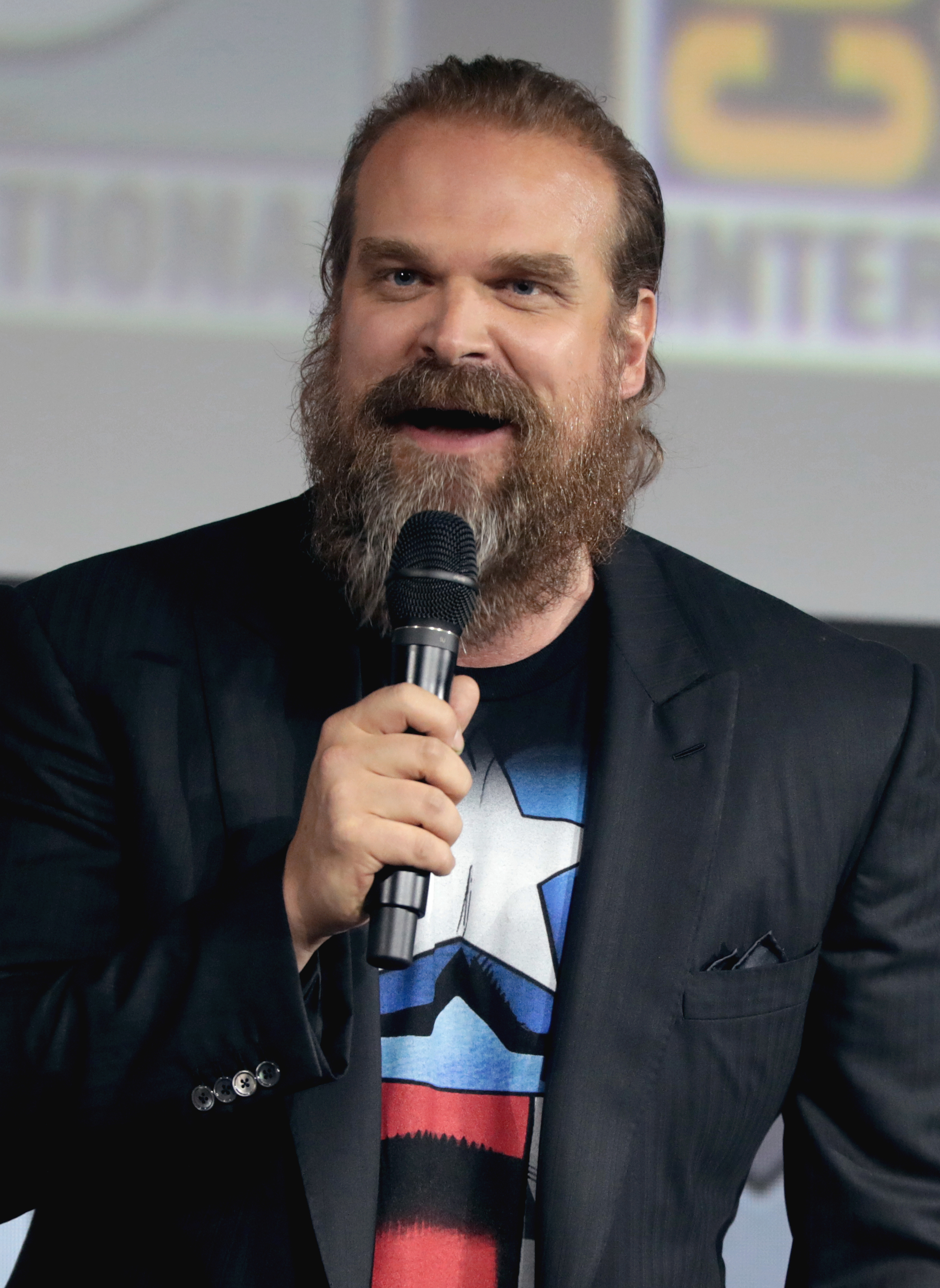
David Harbour, actor principal

En marzo de 2020, Universal Pictures anunció que adquirió el guion original de Violent Night de Pat Casey y Josh Miller y que produciría 87North Productions. En noviembre de 2021, David Harbour fue elegido para el papel principal, con Tommy Wirkola como director.  A principios de 2022, se confirmó que John Leguizamo, Beverly D'Angelo, Alex Hassell, Alexis Louder, Edi Patterson, Cam Gigandet y André Eriksen protagonizarían. El rodaje de la película tuvo lugar entre enero y marzo de 2022 y comenzó en febrero de 2022 en Winnipeg.

## Estreno
Violent Night tuvo su estreno mundial en la New York Comic Con el 7 de octubre de 2022. Universal Pictures estrenó la película en los Estados Unidos y Canadá el 2 de diciembre de 2022.

## Recepción
Violent Night recibió reseñas generalmente mixtas a positivas de parte de la crítica y de la audiencia. En el sitio web especializado Rotten Tomatoes, la película posee una aprobación de 74%, basada en 208 reseñas, con una calificación de 6.5/10 y con un consenso crítico que dice: "Violent Night no es tan tremendamente entretenida como su concepto podría sugerir, pero para aquellos que buscan un viaje festivo más duro, puede ser muy divertida." De parte de la audiencia tiene una aprobación de 87%, basada en más de 5000 votos, con una calificación de 4.1/5.
El sitio web Metacritic le dio a la película una puntuación de 55 de 100, basada en 37 reseñas, indicando "reseñas mixtas o promedio". Las audiencias encuestadas por CinemaScore le otorgaron a la película una "A" en una escala de A+ a F, mientras que en el sitio IMDb los usuarios le asignaron una calificación de 6.7/10, sobre la base de más de 80 000 votos. En la página web FilmAffinity la cinta tiene una calificación de 5.7/10, basada en 2669 votos.